# Prée-d'Anjou
Prée-d'Anjou és un municipi francès situat al departament de Mayenne a la regió de País del Loira. L'any 2018 tenia 1435 habitants.
Va ser creat l'1 de gener de 2018, en aplicació d'una resolució del prefecte de Mayenne de 2 d'agost de 2017 amb la unió dels municipis d'Ampoigné i Laigné.

## Monuments
- Església de Sant Joan Baptista
- Església de Sant Martí de Vertou de Laigné

## Demografia
Habitants censats